# Limenitis zayla
Limenitis zayla är en fjärilsart som beskrevs av Doubleday 1848. Limenitis zayla ingår i släktet Limenitis och familjen praktfjärilar. Inga underarter finns listade i Catalogue of Life.